# James P. Buchanan
James Paul Buchanan (ur. 1867, zm. 1937) – amerykański polityk i członek Izby Reprezentantów Stanów Zjednoczonych w latach 1913-1937 z 10. okręgu wyborczego stanu Teksas. Pełnił podczas swojej kadencji m.in. funkcję przewodniczącego kongresowego komitetu ds. kredytów. Jego nagła śmierć w roku 1937 stworzyła konieczność przeprowadzenia wyborów uzupełniających, w których zwyciężył kandydat demokratów, przyszły wiceprezydent i prezydent Stanów Zjednoczonych Lyndon B. Johnson.
Jego imię noszą tama i jezioro w pobliżu miasta Burnet.
Jego kuzyn, Edward William Pou, w latach 1901–1934 reprezentował stan Karolina Północna w Izbie Reprezentantów Stanów Zjednoczonych.